# Sun Xiaolei
Sun Xiaolei, né le 12 janvier 1986, est un nageur chinois. Il est médaillé d'argent dans le 50 m dos aux championnats du monde en petit bassin 2010.

## Palmarès

### Championnats du monde
| Médaille | Compétition                                   | Épreuve  | Temps   | Lieu           | Date             |
| Argent   | Ch. du monde de natation en petit bassin 2010 | 50 m dos | 23 s 13 | Dubaï (E.A.U.) | 17 décembre 2010 |

## Meilleurs temps personnels
Les meilleurs temps personnels établis par Xiolei Sun dans les différentes disciplines sont détaillés ci-après.
| Épreuve        | Temps         | Compétition                     | Lieu           | Date           |
| 50 m dos       | 25 s 25       | Championnats de Chine           | Shaoxing       | 1er avril 2009 |
| 100 m dos      | 55 s 87       | Championnats de Chine           | Shaoxing       | 1er avril 2009 |
| 200 m dos      | 2 min 00 s 94 | Championnats de Chine           | Shaoxing       | 1er avril 2009 |
| 50 m papillon  | 24 s 99       | Mare Nostrum                    | Canet (FRA)    | 9 juin 2007    |
| 100 m papillon | 56 s 34       | 10e Championnats pan-pacifiques | Victoria (CAN) | 19 août 2006   |

| Épreuve        | Temps         | Compétition                                   | Lieu                     | Date             |
| 50 m dos       | 23 s 13       | Ch. du monde de natation en petit bassin 2010 | Dubaï (E.A.U.)           | 18 décembre 2010 |
| 100 m dos      | 52 s 00       | Open du Japon                                 | Tokyo (JPN)              | 22 février 2009  |
| 50 m papillon  | 24 s 29       | Ch. du monde de natation en petit bassin 2008 | Manchester (Royaume-Uni) | 11 avril 2008    |
| 200 m papillon | 2 min 00 s 70 | FINA: World Cup No 4 - 1999/2000 ...          | Shanghai                 | 4 janvier 2000   |
| 100 m 4 nages  | 53 s 12       | Ch. du monde de natation en petit bassin 2010 | Dubaï (E.A.U.)           | 18 décembre 2010 |